# Pak Song-gwan
Pak Song-gwan (* 14. August 1980) ist ein nordkoreanischer Fußballspieler.

## Karriere
Pak tritt international als Spieler der Sportgruppe Rimyongsu in Erscheinung.
Der Stürmer stand mit der nordkoreanischen Nationalelf 2003 im Finale des King’s Cup in Thailand. Im März 2005 kam Pak gegen Iran und Bahrain zu zwei Einsätzen in der Qualifikation für die Weltmeisterschaft 2006, einige Monate später bildete er mit Kim Myong-chol das Sturmduo bei der Ostasienmeisterschaft 2005, das Team beendete das Turnier auf dem 3. Rang. Zuletzt kam er für Nordkorea 2007 in der Qualifikationsrunde zur Ostasienmeisterschaft 2008 gegen die Mongolei zum Einsatz.